# Alexandre de Gerlache de Waillimont
Pour les autres membres de la famille, voir Famille de Gerlache.
Le baron Alexandre-Jean-Joseph de Gerlache de Waillimont (né le 14 janvier 1860 à Differdange, Grand-Duché de Luxembourg, mort dans cette même localité le 10 août 1908), est un homme politique et industriel luxembourgeois. Docteur en droit de l'université de Louvain, membre de la Chambre des députés du Luxembourg, il a fondé en 1896 la Société anonyme des Hauts Fourneaux de Differdange (lb) avec Paul Wurth (lb) (1863-1945).

## Biographie
Alexandre de Gerlache de Waillimont est le fils d'Auguste de Gerlache de Differdange et de Léocadie, baronne van Eyll, et le petit-neveu d'Étienne de Gerlache.
Dès 1862 la famille de Gerlache exploite le minerai de fer sous forme de minette présent sur ses terres ainsi que diverses forges (entre autres celles de Berchiwé et de Waillimont). À cette fin Auguste et son frère aîné Dieudonné-Hyacinthe-François ont fait une demande de concession le 4 novembre 1862 auprès du ministre d'État, président du gouvernement, le baron Victor de Tornaco. Docteur en droit de l'université de Louvain, membre de la Chambre des députés du Luxembourg à partir de 1896, Alexandre de Gerlache est, entre autres, le successeur de son père, Auguste de Gerlache, à la présidence de la Société minière Belvaux-Oberkorn.
Alexandre de Gerlache a mis tout en œuvre pour que le minerai de fer exploité dans le Sud Luxembourg puisse être traité sur place. Ses efforts ont porté leurs fruits et ont conduit, en 1896, à la fondation de la Société anonyme des Hauts Fourneaux de Differdange (lb) fondée avec Paul Wurth (lb) (1863-1945), ingénieur-constructeur à Hollerich (Paul Wurth S.A.). Alexandre fut nommé président du conseil d'administration. Paul Gredt, connaisseur en matière de hauts fourneaux, et Max Meier, spécialiste en métallurgie, en furent successivement les directeurs. Les deux premiers hauts fourneaux sont mis en service à la fin de l'année 1897. 
En 1898 l'Américain Henry Grey vend à l'usine de Differdange son brevet pour fabriquer les poutrelles Grey qui restent encore une référence au début du XXIe siècle. En 1901, Differdange devient la première usine du monde à laminer des poutrelles Grey.
En 1899 à la suite d'une fusion, l'usine differdangeoise s'appelle alors SA des Hauts Fourneaux, forges et charbonnages de Differdange-Dannenbaum. L'industrie métallurgique battant son plein à l'époque, la société est autorisée en 1900 à agrandir ses installations industrielles par des hauts fourneaux supplémentaires, une aciérie, un laminoir et un moulin à scories. Au mois d'avril de cette même année, l'aciérie Thomas souffle sa première charge. Parallèlement, les premiers trains pour la production des billettes et des largets sont construits. 
En 1900, le rythme forcené de la construction, les dépassements de devis, les difficultés et accidents techniques plongent la société dans une situation précaire. Il ne reste plus qu'un haut fourneau en service et il faut activer la réparation de l'autre, en panne, et accélérer la réalisation du haut fourneau en construction. À la mi-décembre le haut fourneau en panne redémarre et le troisième entre en service. 
À la suite de la reprise de l'usine par la «Deutsch-Luxemburgische Bergwerks und Hüttenaktiengesellschaft», Alexandre de Gerlache de Waillimont se retirera des affaires et alla vivre à Bruxelles. 
Le parc de Gerlache (lb), situé au centre de la ville de Differdange (Grand-Duché de Luxembourg) a été aménagé de 1923 à 1926 sur les 85 ares restants de l’ancien domaine du château de la famille de Gerlache de Waillimont. 
Le baron Alexandre de Gerlache de Waillimont épousa en 1891 sa cousine Louisa Ablaÿ (1863-1944), fille du général Omer Ablaÿ. Ils eurent six enfants :
- Isabelle (1892-1925)
- Jean (1893-1970), officier de cavalerie, marié à la baronne Marie Cartuyvels de Collaert (nl) (veuve du baron Henri van Oldeneel)
- René (1895-1915), mort pour la Belgique
- Étienne (1897-1977)
- Marguerite (1901-1902)
- Raymond (1904-1961), marié à Marcelle de Dorlodot

### Sources
- Jules Mersch, Biographie nationale du pays de Luxembourg depuis ses origines jusqu'à nos jours, Volume 9, 1969
- Martin Blum, Carlo Hurly, Bibliographie luxembourgeoise, ou, Catalogue raisonné de tous les ouvrages ou travaux littéraires: A-L, 1902
- José Anne de Molina, État présent de la noblesse du royaume de Belgique, Volume 7, 1977